# 联合出版社
联合出版社（西班牙語：Unidad Editorial）是一家总部位于西班牙马德里的媒体出版股份公司。旗下的主要报纸有《世界报》、《拓展报》和《馬卡報》。

## 历史
联合出版社正式成立于2007年，前身是Unedisa和Grupo Recoletos公司。其最大股东是意大利瑞克斯传媒集团股份公司，持有96.31％的股权。

## 旗下产品

### 报纸
| 中文       | 西文      | 类型     | 脚注  |
| ---------- | --------- | -------- | ----- |
| 《世界报》 | El Mundo  | 一般日报 | [ 4 ] |
| 《拓展报》 | Expansión | 经济类   | [ 4 ] |
| 《馬卡報》 | Marca     | 体育类   | [ 4 ] |

### 杂志
- 《经济现况》（Actualidad Económica）[5]